# 希諾阿 (伊利諾伊州)
希諾阿（英語：Chenoa）是一個位於美國伊利諾伊州麥克萊恩縣的城市。

## 地理
希諾阿的座標為40°44′35″N 88°43′12″W / 40.74306°N 88.72000°W，而該地的平均海拔高度為215米（即705英尺）。

## 人口
根據2010年美國人口普查的數據，希諾阿的面積為6.40平方千米，當中陸地面積為6.28平方千米，而水域面積為0.12平方千米。當地共有人口1785人，而人口密度為每平方千米278.91人。